# Област Мекензи
Област Мекензи (енгл. District of Mackenzie) је био регионални административни округ канадских северозападних територија. Округ се састојао од дела северозападних територија директно северно од Британске Колумбије, Алберте и Саскачевана на копненом делу Канаде.
Заједно са округом Киватин и округом Френклин, био је један од последњих преосталих округа старих северозападних територија пре формирања Нунавута 1999. године, када је престао да постоји. Као административни округ северозападних територија престао је да функционише неколико година пре поделе.
Данас је област Мекензи, која је раније чинила округ Макензи, углавном укључена у северозападне територије (које више нису подељене на округе). Остатак, заједно са целим Киватином и највећим делом Френклина, налази се у Нунавуту.